# Alan Harper

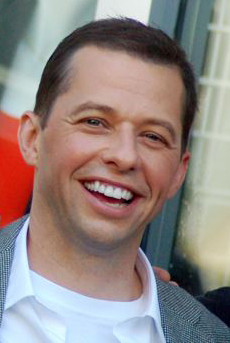
Jon Cryer en una ceremonia para recibir una estrella en el Paseo de la Fama de Hollywood en septiembre de 2011.

Alan Jerome Harper es un personaje ficticio de la serie de la CBS Two and a Half Men. Interpretado por Jon Cryer, Alan es el orgulloso padre de Jake Harper, hermano Charlie Harper, hijo de Evelyn Harper y mejor amigo de Walden Schmidt.

## Historia
El tema central del show, se encuentra basado en las relaciones de los hermanos Harper. Alan estaba casado con Judith (Marin Hinkle), quien es la madre de su hijo Jake, a la que después del divorcio se vio obligado a pagarle $3875 mensuales de pensión y abandonar la casa, razón por la cual se mudó con su hermano mayor Charlie Harper.  Alan es bastante tímido en cuanto una mujer se le aproxima y tiene relaciones sentimentales que a lo largo terminan bastante mal, haciendo de él el polo opuesto a su hermano Charlie, quien fácilmente obtiene a cualquier chica que desee aunque raramente la vea después de mantener relaciones sexuales con ella. Alan es completamente lo opuesto a su hermano, es representado como un hombre inseguro de baja autoestima y esta sumamente preocupado por mostrar una postura correcta, tratando de ser el mejor ejemplo para su hijo preadolescente Jake Harper. Alan tomo una característica de tacaño después del episodio de la primera temporada: "No Sniffing, No Wowing".
La segunda esposa de Alan, fue Kandi (interpretada por la actriz April Bowlby), quien solía tener relaciones casuales con Charlie.
Alan maneja una camioneta Volvo y posee su propia clínica de quiropráctico en el Valle de San Fernando. Le irrita profundamente cuando la gente señala que él no es un doctor de verdad. En el episodio 18 de la séptima temporada se revela que Alan estudió quiropráctica tres años en Guadalajara, México. Alan vive en el cuarto de huéspedes en la casa de Charlie.
En la novena temporada, él se ve obligado a vender la casa después de la muerte de su hermano Charlie; hasta que conoce a Walden Schmidt, un millonario informático divorciado y suicida y, al ver que tienen mucho en común, se hacen grandes amigos y Walden compra la casa. Tiempo después cuando Walden decide redecorar la casa (lo cual incluyó donar el piano de Charlie a un orfanato), Alan empieza a deprimirse y a extrañar a su hermano, hasta llegar a perder el control creyendo que él es Charlie. Llega al grado de vestirse y actuar como él. Walden, preocupado, le deja un tiempo en el manicomio, después alega que era una clínica para el estrés, con el fin de que se recupere. Al volver del manicomio, Alan quiere marcharse diciendo que ya no tiene ningún vínculo con la casa y que su hermano está oficialmente desaparecido; pero Walden le dice que no, que aún está ese vínculo, y él sigue viviendo en la casa de Charlie (ahora de Walden y Alan).

### Judith
Es la primera esposa de Alan y madre de su hijo Jake. Generalmente se le ve como una persona irritada y sin sentido del humor, así como una hipócrita.
Judith vive una vida de lujos gracias a la pensión que le paga Alan hasta que se casa con el Dr. Herb Melnick (también conocido como Greg Melnick en los primeros episodios), que es el pediatra de Jake (interpretado por el actor Ryan Stiles). Judith le dijo a Alan que el motivo de su separación se debía a que las cosas no estaban funcionando del todo bien y que él le estaba chupando la vida. Sin embargo, después le diría a Alan que pensaba que era lesbiana... solo para después cambiar de opinión nuevamente. Alan y Judith se conocieron cuando eran  adolescentes en el colegio y se casaron a muy temprana edad. Durante la separación Alan intentó desesperádamente volver con Judith, y todo parecía indicar que estarían juntos nuevamente, pero resultó que Judith solo utilizaba a Alan para que le ayudase con sus tareas domésticas. Judith humilla a Alan en cada oportunidad que tiene; pero así inclusive sale a relucir esporádicamente que Alan y Judith aún mantienen sentimientos el uno por el otro. En la 5.ª temporada, Alan comienza a salir con una mujer divorciada que es amiga de Judith, pero mantiene visiones mentales de Judith y Herb haciendo el amor, por lo cual abandona a su cita diciéndole que aún no ha logrado superar lo de Judith. Alan y Judith salieron una vez más después de su divorcio, pero fallaban al momento de intimar ya que Jake les interrumpía constantemente, causando que Alan tuviera que esconderse. Cuando finalmente tuvieron oportunidad de intimar, Alan se molestó porque Judith había aprendido nuevos movimientos en la cama desde que se habían divorciado. En medio de la discusión, Jake entra a la habitación. Alan, sin perder tiempo, salta por la ventana desde el segundo piso y aterriza en unos arbustos, para luego ser atacado por el perro de los vecinos. Cuando Alan llega a casa se da cuenta por qué él y Judith no pueden estar juntos (por qué siempre están discutiendo). Durante todo el proceso de divorcio, Alan casi lo perdió todo debido a que Charlie se acostó con la abogada de Alan (interpretada por Heather Locklear). En la Sexta temporada Judith se separa temporalmente de Herb, lo cual le deprime mucho por su edad y cuando es visitada por Alan intenta convencerle de volver incluso durmiendo juntos, pero cuando empieza a recordar cómo es la forma de ser de Alan, inmediatamente vuelve con Herb, y después cuando Herb y Judith anuncian que están esperando un bebé, Alan cree que el bebé es de él. Al casarse nuevamente Judith, Alan pudo librarse de tener que pagarle pensión, pagando únicamente la de su segunda exesposa: Kandi. Después (temporada 11) tras el divorcio de Judith con Herb, Alan vuelve con Judith y dice que ha "cambiado" pero Walden se da cuenta de que le sigue tratando igual y "accidentalmente" le cuenta a Judith que antes de que Alan le propusiera matrimonio, se lo había pedido a Lindsey.

### Kandi
La segunda esposa de Alan, Kandi, solía ser novia de Charlie quien la mantenía como apoyo en caso de que las cosas no salieran bien con Mia.
Ella es conocida por su increíble "idiotez" la cual incluso hace parecer a Jake como un intelectual. Cuando Kandi vino a buscar a Charlie se encontró con Alan y se enamoraron. Se casaron en Las Vegas después de que Charlie decidió no casarse con Mia porque ella quería botarlo de la casa después de casarse, pero al poco tiempo se divorciaron, porque Alan no quería tener más hijos. Cuando Alan decidió que quería tener hijos con Kandi aún no firmaban los papeles del divorcio. Kandi se enteró de que tendría el personaje principal en una serie de TV llamada Stiffs, y se dijo "nadie quiere ver a una científica forense embarazada" por lo cual descartó permanecer con Alan. En el divorcio, ella recibió el condominio que Alan había comprado con las ganancias obtenidas en un casino de Las Vegas en donde se casaron, además de la custodia de un perro (un Gran danés) el cual Alan se llevó a la casa de Charlie para esconderlo. A pesar de eso, ella es amable con Alan incluso después del divorcio, al contrario que Judith. Su vida como matrimonio jamás apareció en ningún capítulo, durando solo entre la tercera y cuarta temporada. Ella no fue mencionada en la quinta temporada, después en la décima temporada apareció otra vez solo para querer acostarse con Alan solo por capricho causando un problema con su en ese entonces novia Lindsey (quien después terminé acostándose con Kandi).

### Supuesta homosexualidad
Mientras que es un heterosexual confirmado, se ha sugerido múltiples veces que Alan podría ser bisexual o metrosexual.
En un episodio de la segunda temporada llamado "That was Mame Mom" Charlie finge ser gay debido a que él hizo creer desde un principio a un publicitario gay que él también lo es, debido al trabajo que consigue con este mismo, y durante este episodio lleva a Alan como su pareja gay, y este mismo publicitario gay trata de conquistar a Alan regalándole un suéter e invitándolo a un viaje de fin de semana.
En un episodio de la cuarta temporada llamado "Castrating Sheep in Montana" Alan sale a escondidas con Naomi, la hija de Berta (interpretada por Sara Rue) tratando de que ni Charlie ni Berta se enteraran; Naomi convence a Alan de perforarse una oreja (la derecha) la cual después se va infectando, todos le dicen que esa es la oreja gay; y durante la cena familiar en casa de Berta llega el padre de la hija de Naomi, al darse cuenta Alan que así se libraría de su relación con Naomi, él dice "Un brindis por Héctor y Naomi", después de eso le pregunta Héctor acerca de su oreja y el responde "Soy gay", para evitar tener un conflicto con Héctor por haber tenido una relación con Naomi.
En el capítulo "Tucked, Taped and Gorgeous" también de la cuarta temporada, Alan comenzó a pensar en volverse gay después de salir con un amigo homosexual de nombre Greg quien estaba con él en su grupo de apoyo para padres solteros. Alan llegó a creer que esa era la razón de sus múltiples fracasos con las mujeres. Al final, Alan decidió besar a Greg para averiguar finalmente y de una vez por todas si era gay. Ante esto Greg le dijo a Alan que definitivamente no era gay, que él conocía a los hombres gay e incluso que si realmente lo fuese... no encontraba a Alan atractivo en absoluto, y que Charlie le parecía atractivo. Alan celoso empujó a Greg afuera de su coche y condujo alejándose del lugar.
En la décima temporada se ha visto que varias veces insinuó querer tener relaciones con Walden, pero nada pasó.
En la undécima temporada en los capítulos 9 y 10, tiene relaciones con un transgénero llamada Paula
También en dos episodios Walden le propone matrimonio a Alan.
En la temporada 10 se casaron, pero se separaron al poco tiempo

### Mujeres de Alan
A pesar de que casi siempre tuvo mala suerte en conquistar a las mujeres hubo algunas que lo llegaron a querer mucho, además de Judith y Kandi, pero siempre por malentendidos y otras causas terminaron su relación con él, esas fueron las siguientes:
- Frankie (Jenna Elfman). Sale en dos episodios de la primera temporada, es una madre viuda con una hija de 8 años llamada Joanie (Juliette Goglia). La conoce en un estacionamiento tratando de destrozar el auto de su psiquiatra, porque la quería hacer pasar por loca. Al huir del lugar Charlie quiere llevarla a su casa para acostarse con ella, pero ella se siente atraída por Alan. Después se enteran de que Frankie huye de sus suegros porque quieren tener la custodia de Joanie (quien se enamora de Jake), y aunque Alan se ofrece a ayudarla, ella prefiere irse (después de pasar juntos momentos con sus hijos y luego ellos mismos). Es la única con la que no terminó mal por malentendidos.

- Nancy (Kelley West): Sale en un episodio de la segunda temporada, este personaje no se muestra en realidad, solo se sabe que Alan la conoce en el supermercado, y después empiezan a pasar las noches juntos, cumpliendo ella todos los deseos de Alan, por lo que deja a Charlie cuidando a Jake, y cuando Charlie y Evelyn se enteran de que quiere proponerle matrimonio intentan obligarlo a pensar bien las cosas, y él se mantiene firme hasta que en ese momento Nancy lo llama para decirle que no podrá verlo porque su esposo llegó antes de tiempo.

- Sherri (Jeri Ryan): Sale en un episodio de la segunda temporada, una mujer muy atractiva que había salido tiempo atrás con Charlie y aunque le demostró a Alan que lo quería a él y lo de Charlie quedó en el pasado, Alan no podía superar lo que hubo entre ella y Charlie.

- Norma (Cloris Leachman): Sale en un episodio de la tercera temporada, una mujer mayor con mucho dinero vecina de Charlie, que siempre se llevó mal con él, salió con Alan debido a que una de las mujeres de Charlie bloqueó con su auto la salida de su estacionamiento y tenía que acudir a una cita con el peluquero por lo que él se ofrece a llevarla y desde ahí empiezan a tener un par de citas. Ella le propuso abrir una clínica con su nombre en Beverly Hills, y le regaló un Rolex. Tuvo un paro cardíaco mientras tenía relaciones sexuales con Alan y confeso que las últimas palabras de ella fueron Devuelveme el Reloj.

- Francine (Julia Campbell): Sale en un episodio de la tercera temporada, es maestra de Jake, salen poco tiempo debido a que tenían muchas cosas en común y su relación con Kandi solo se basaba en sexo, (aunque lo hacía a escondidas de ella, al igual que Francine, no sabía de su relación con Kandi). En una ocasión que Francine llegó a casa de Charlie para verse con Alan, Charlie lo cubre a petición de él, ya que él estaba con Kandi; y Charlie le dice a Francine que Alan estaba afuera ayudando a desamparados y jóvenes de la calle, por lo cual Francine piensa que Alan es un Santo, y hasta le da el papel principal a Jake en la obra escolar, pero el día de la función conoce a Kandi y piensa que es una de las jóvenes que ayuda, pero se da cuenta de que le regaló un collar de diamantes y que se estaba acostando con él.

- Naomi (Sara Rue): Sale en dos episodios de la cuarta temporada, es la hija menor de Berta, la conoció cuando estaba embarazada y debido a eso Alan se sintió atraído hacia ella, y después terminan besándose en el sofá de Charlie, por lo cual terminó dando a luz ahí. Tiempo después empiezan a salir a escondidas (sobre todo de Berta), y Nahomi convence a Alan de perforarse la oreja derecha, cual se va infectando; cuando Berta se entera de inmediato de la relación al verlos saludarse, Bertha acepta inmediatamente y consiente a Alan como un ser muy querido, lo cual lo asusta mucho. Durante una cena familiar que organizó Berta en su casa, aparece Héctor, el papá de la hija de Nahomi, diciendo que siempre dejó llamadas y mensajes los cuales Berta nunca dio. Al ver esto Alan propone un brindis para Héctor y Naomi y después señala su oreja derecha e infectada diciéndole a Héctor que es gay.

- Donna (Kimberly Quinn): Sale en la quinta temporada, no se sabe realmente como se conocieron, sin embargo también es una madre divorciada, de la misma edad de Alan. Ella llevó a su amiga Linda Harris para tener una cita doble con Charlie y Alan. Estuvieron juntos por algunos episodios aunque se mostró más que tenían solo juegos sexuales. Tiempo después Alan creía que era muy monótona y aburrida la relación incluyendo el sexo, pidiéndole consejos a Charlie para terminar con ella. Durante la cena que tenían los dos juntos Donna le propone llevar la relación a otro nivel, pero Alan le dice que ya no siente nada por ella, y cuando está a punto de irse se da cuenta de que Donna quería hacer un trío con él y otra mujer y se retira llorando.

- Cynthia Sullivan (Christina Moore): Sale en la quinta temporada, es una de las amigas de Judith, salían en pareja cuando Alan y Judith estaban casados. A ella la seguía frecuentando después del divorcio. Alan no la había visto desde el divorcio y la encontró en un café cuando estaba con Charlie y Jake, después de eso Alan le preguntó a Judith si no había problema en que la invitara a salir, y ella dijo que no importaba ya que ella Cynthia no aceptaría que él no era su tipo, y al final Alan termina saliendo con Cynthia. Durante la cita después del sexo, entre la plática Cynthia le comentó a Alan que Judith le ha platicado que Herb (su nuevo esposo) es el mejor amante que ha tenido, lo cual al enterarse Alan, lo dejó pasmado, incluso los veía a los dos en cualquier parte, y al querer preguntarle las razones de la vida sexual de Judith, Cynthia decidió terminar e incluso le dijo a Alan que ya sabe por qué terminó el matrimonio de él con Judith, ya que "algo muy grave le pasa a él".

- Melissa (Kelly Stables): Sale en la sexta y séptima temporada, fue de las mujeres que más duró con Alan sin haberse casado después. Empieza por ser recepcionista de Alan, la mejor que él había tenido por el sueldo que tenía. Primero estuvo con Charlie debido a que Alan un día le pidió llevarlo al trabajo y ahí la vio, desde ahí la invitó a pasar el fin de semana en su casa, por lo que Alan temió perder a su mejor empleada, después de eso cuando Charlie le dijo que había terminado todo salió enfurecida con Alan al trabajo y le dijo que quería un aumento, con vacaciones pagadas y seguro médico. Tiempo después ella encuentra muy atractivo a Alan en todos los aspectos empiezan a contenerse los dos físicamente, cuando empiezan a formar una relación, Melissa le quiere organizar una fiesta de cumpleaños con la familia de Alan, en el momento de la fiesta Melissa se da cuenta de que la familia de Alan no lo aprecia y se lo lleva a vivir con ella y su mamá, lo cual dura poco debido a que mientras Melissa andaba de compras su mamá le da a Alan un pastel que tenía marihuana y terminaron los dos acostándose siendo sorprendidos por Melissa, por lo cual terminaron por un tiempo. Más adelante cuando Judith estaba en un hospital a punto de dar a luz, Alan se da cuenta de que en ese hospital trabaja Melissa como recepcionista, y desde ahí volvieron a salir, pero esta vez viviendo ella en casa de Charlie (al principio sin que él lo supiera), pero después termina por irse de la casa cuando Chelsea (la prometida de Charlie), se entera de que ella y Charlie pasaron juntos un fin de semana. Al poco tiempo termina otra vez su relación con Alan porque lo lleva a una casa que estaba deshabitada para tener intimidad pero estaba en venta por Evelyn, y al llegar ella con unos clientes a la casa, Alan y Melissa salen semidesnudos sorprendidos por la policía. Tiempo después, se reencuentran en una tienda de vinos y al volver a verse no se contienen y se empiezan a besar, y de inmediato se van a la casa de Charlie, sin saber ella que Alan se había mudado con su novia Lyndsey. Pero al poco tiempo Alan termina con ella enviando un mensaje de texto por celular, lo cual la enfurece y le da una respuesta agresiva por el mismo medio. Después va a la casa de Charlie para buscarlo, y Charlie al recibirla y no decirle donde está, lo golpea.

- Lyndsey McElroy (Courtney Thorne-Smith): Sale desde la Séptima Temporada, es la Madre de Eldrige McElroy, el mejor amigo de Jake. Se conocen primero en una cita para hablar de sus hijos, de lo cual Alan quería decirle cosas sobre Eldrige, pero al final terminan teniendo sexo en el baño del restaurante. Desde ahí empiezan a salir a escondidas de sus hijos para no incomodar su amistad, aunque ellos se enteran, ya que en una ocasión que Jake llega a la casa de Eldrige con él, se dieron cuenta de que Alan salta de la ventana que está en el cuarto de Lyndsey. Desde ahí ambos empezaron a hablar con sus hijos y terminan Alan y Jake viviendo con Lyndsey y Eldrige, eso hasta que Alan por accidente incendia la casa, y después de eso Lyndsey volvió por un tiempo con su exposo. Poco después Lyndsey le pide a Alan regresar con ella, sin vivir juntos aún, pero cuando Lyndsey empieza a platicar y hacerse más amiga de Charlie, Alan empieza a tener celos, y cree que ambos se están acostando y debido a eso Lyndsey lo deja por un tiempo. Pero vuelve a salir con Alan poco después del inicio de la novena temporada terminando con el otra vez a finales de la décima temporada.